# Sempervivum thompsonianum
Sempervivum thompsonianum là một loài thực vật có hoa trong họ Crassulaceae. Loài này được Wale miêu tả khoa học đầu tiên năm 1940.